# Rallus aequatorialis
El rascón ecuatoriano (Rallus aequatorialis) es una especie de ave gruiforme de la familia Rallidae que vive en el oeste de Sudamérica. Es considerada una subespecie del rascón de Virginia  (Rallus limicola) por algunas autoridades taxonómicas.

## Distribución
Se distribuye en el noroeste de América del Sur donde habita en pastizales, lagos y marismas de agua dulce, de desde el suroeste de Colombia y el norte de Ecuador, hasta el suroeste del Perú.

## Subespecies
Se reconocen dos subespecies:
- R. a. aequatorialis Sharpe, 1894 – en el suroeste de Colombia y Ecuador;
- R. a. meyerdeschauenseei Fjeldså, 1990 – en las costas de Perú.